# Hamada (album)
Hamada is een studioalbum van de Noor Nils Petter Molvaer. Het bevat een aantal muzikale landschappen, die verwijzen naar de titel van het album. Hamada betekent dood, levenloos dan wel zielloos. Dat kan niet gezegd worden van alle muziek op dit album. Uiteraard ontbreken de hese trompetklanken niet op dit album, maar de tracks Friction en Cruel Attidtude laten een heel ander geluid horen: angstig en agressief. De sfeer van het gehele album is somber.

## Musici
- Nils Petter Molvaer – trompet, stem
- Eivind Aarset – gitaar, programmeerwerk
- Audun Edien – basgitaar
- Audun Kleive – slagwerk
- Jan Bang – sampling, life-opnamen, natuurgeluiden

## Tracklist
| Nr. | Titel               | Duur |
| --- | ------------------- | ---- |
| 1.  | Exhumation          | 1:26 |
| 2.  | Sabkah              | 5:20 |
| 3.  | Icy Altitude        | 4:30 |
| 4.  | Friction            | 5:38 |
| 5.  | Monocline           | 3:08 |
| 6.  | Soft Moon Shine     | 6:46 |
| 7.  | Monocline Revisited | 3:09 |
| 8.  | Cruel Altitude      | 8:40 |
| 9.  | Lahar               | 1:50 |
| 10. | Anticline           | 6:05 |